# 東榮站
東榮站（日语：／ Tōei eki */?）是位於愛知縣北設樂郡東榮町大字三輪字平栗53號，東海旅客鐵道（JR東海）的飯田線車站。此站是愛知縣最東車站。

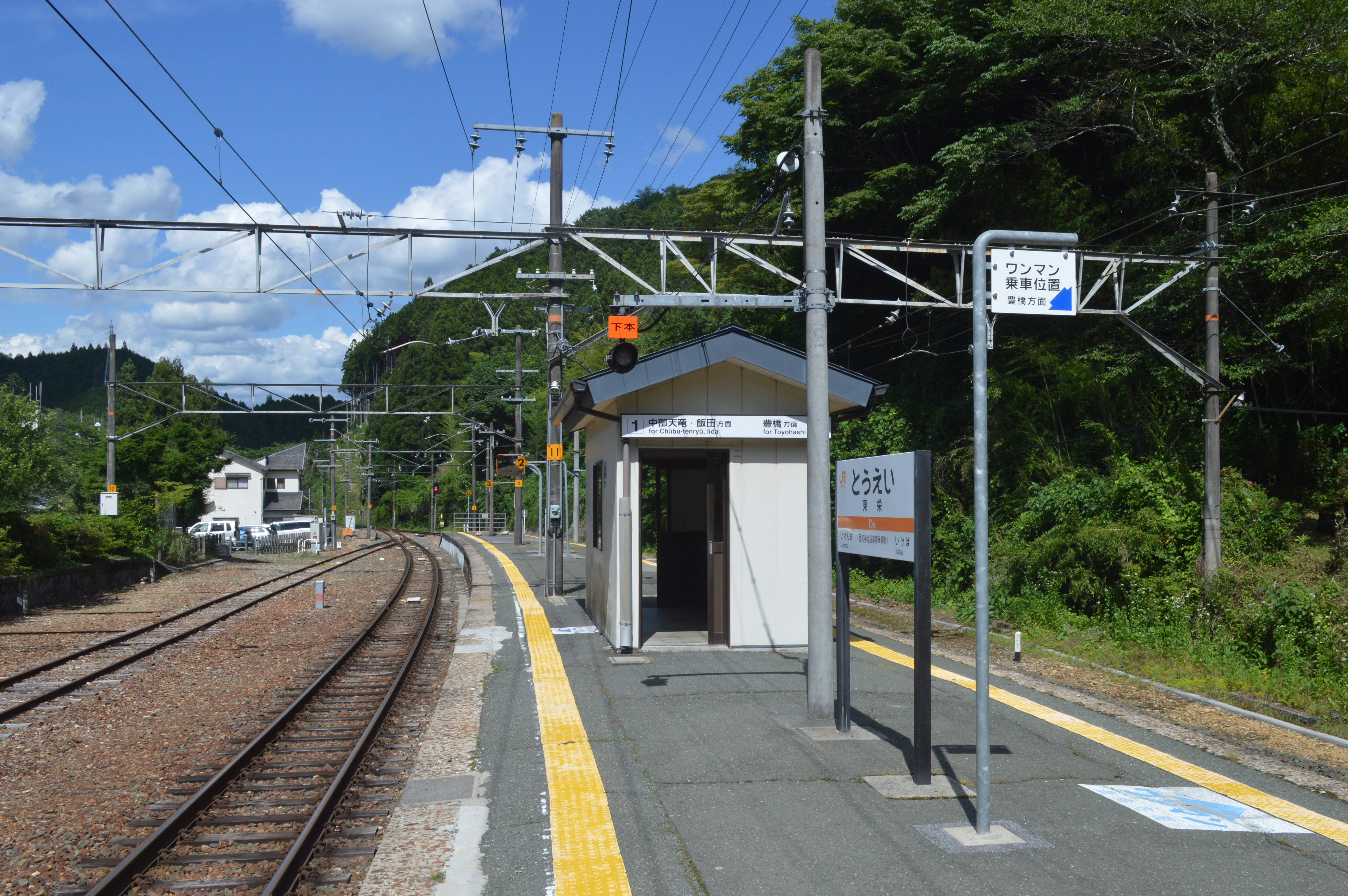
候車室與月台(2018年6月)

## 概要
東榮站是連接豐橋站（愛知縣）和辰野站（長野縣）之間的飯田線中，其中一座中途站。從豐橋站起，此站最愛知縣內最後一座飯田線車站。此站位於東榮町南部的三輪地區，為町內唯一車站。此站與町中心（舊本鄉町）有一段距離。此站與鄰站出馬站之間會進行愛知、靜岡的縣界。此站被選為中部車站百選之一。

## 歷史
東榮站原本是一座三信鐵道。該鐵路公司曾經經營連接三河川合至天龍峽之間的鐵路線。在1933年（昭和8年）12月，三信鐵道三河川合站至此站之間開通，當時此站成為了終點站並名為「三輪村站」。但是此終點站很快便變為中途站。在1934年（昭和9年）11月，三信鐵道延伸至中部天龍站。而此站同時改名為「三信三輪站」。
在1943年（昭和18年）8月，三信鐵道被國有化，成為國有鐵道飯田線。在國有化後車站改名為三河長岡站。在1956年（昭和31年）12月再改名為現時的東榮站。在1971年（昭和46年）12月，作為飯田線合理化的一環，車站貨物起卸業務終止。在1984年（昭和59年）2月，車站行李起卸業務也終止，使車站變為只讓旅客專用。在1987年（昭和62年）4月進行了國鐵分割民營化，飯田線由JR東海接管。

### 年表
- 1933年（昭和8年）12月21日 - 三信鉄道車站啟用[1]。當時車站名為三輪村駅（日语：／）[2]。
- 1934年（昭和9年）4月23日 - 提出車站改名為三信三輪站（日语：／）[2]（實際改名日不明）。
- 1943年（昭和18年）8月1日 - 三信鐵道被國有化，成為飯田線的一部分[3]。同時車站改名為三河長岡站（日语：／）[1]。
- 1956年（昭和31年）12月20日 - 車站改名為東榮站[1]。
- 1971年（昭和46年）12月1日 - 結束貨物起卸業務[1]。
- 1984年（昭和59年）2月1日 - 結束行李起卸業務[1]。
- 1985年（昭和60年）4月1日 - 成為無人車站[4]。
- 1987年（昭和62年）4月1日 - 伴隨國鐵分割民營化，車站由東海旅客鐵道（JR東海）營運[3]。[1]。
- 1992年（平成4年）2月28日 - 車站大樓重建[5]。

### 車站地址的變化
在車站啟用時，車站地址是北設樂郡三輪村大字畑。在國有化時候，車站地址變為三輪村大字長岡。後來三輪村在1956年（昭和31年）7月編入至東榮町，同年12月改名為東榮站。截至1985年（昭和60年），車站地址是東榮町大字三輪。

## 車站構造
車站是一座地面車站，設有1面2線島式月台。車站北邊為1號月台，南邊是2號月台。
車站大樓與月台之間設有站內平交道連接。車站大樓的外觀設計意念是來自東榮町重要非物質民間文化財產「花祭」中，所使用的鬼面圖案。大樓由JR東海和東榮町共同在1992年建設。大樓是一座木造建築物，總樓面72平方米。在車站大樓內設有地區文化和社區活動據點「故鄉文化交流館」，也展示了三信鐵道的資料。截至2019年，大樓內展出了上述花祭相關的相片、資料、當地產品和當地愛好者的收藏。大樓的總建設費用為約3000萬日圓，候車室與機房部分的費用約600萬日圓，由JR負擔。其餘2400萬日圓由東榮町負擔。另外，在2011年5月1日，大樓內的咖啡廳開業。車站內沒有任何購買車票的地方和機器（包括委托售賣和自動售票機）。
此站曾經設有車站職員當值。在1985年後成為無人車站，由豐川站管理。

### 月台
| 月台 | 路線   | 上下行 | 方向               |
| ---- | ------ | ------ | ------------------ |
| 1    | 飯田線 | 下行   | 中部天龍、飯田方向 |
| 2    | 飯田線 | 上行   | 豐橋方向           |

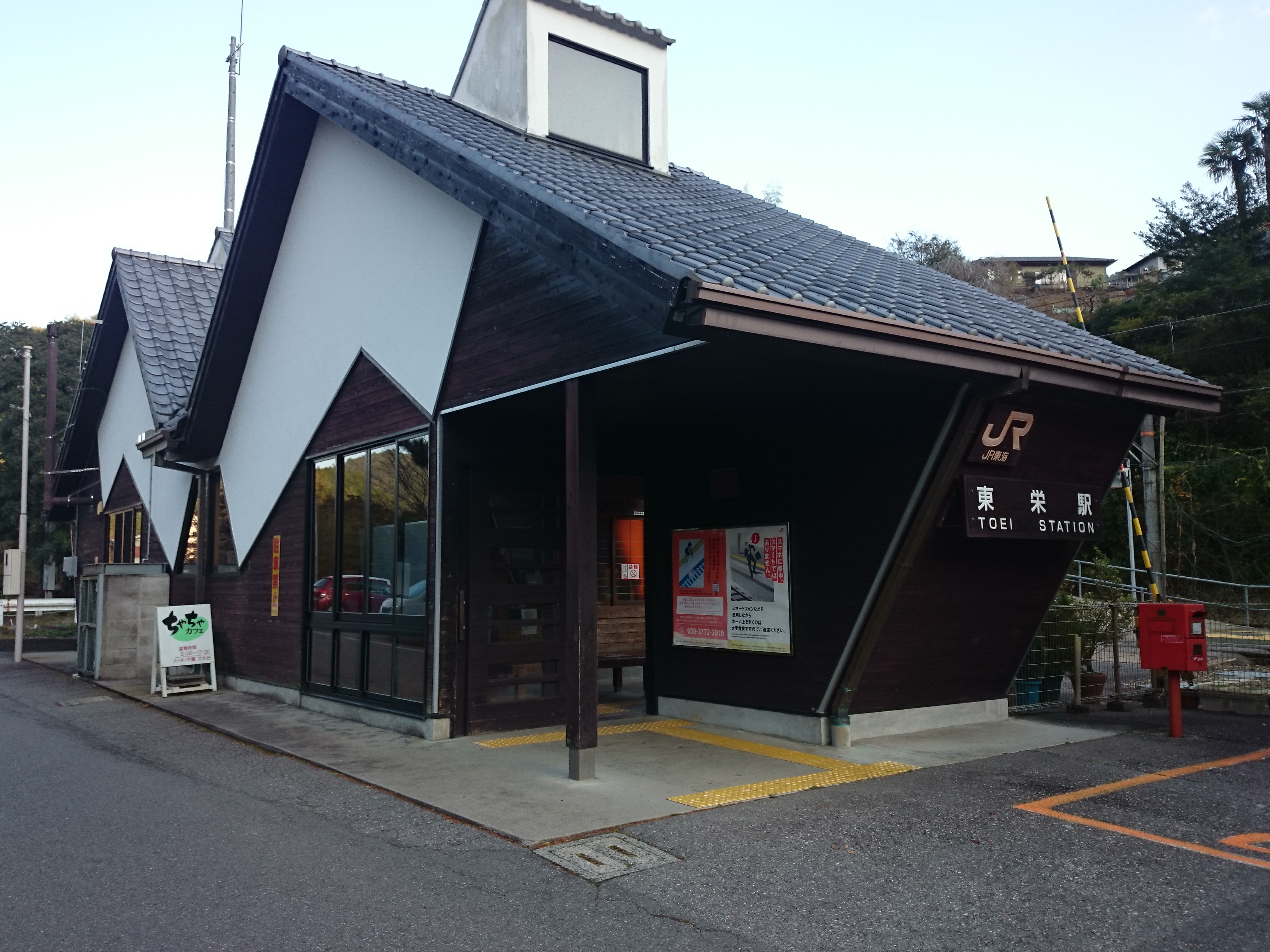
車站大樓出入口
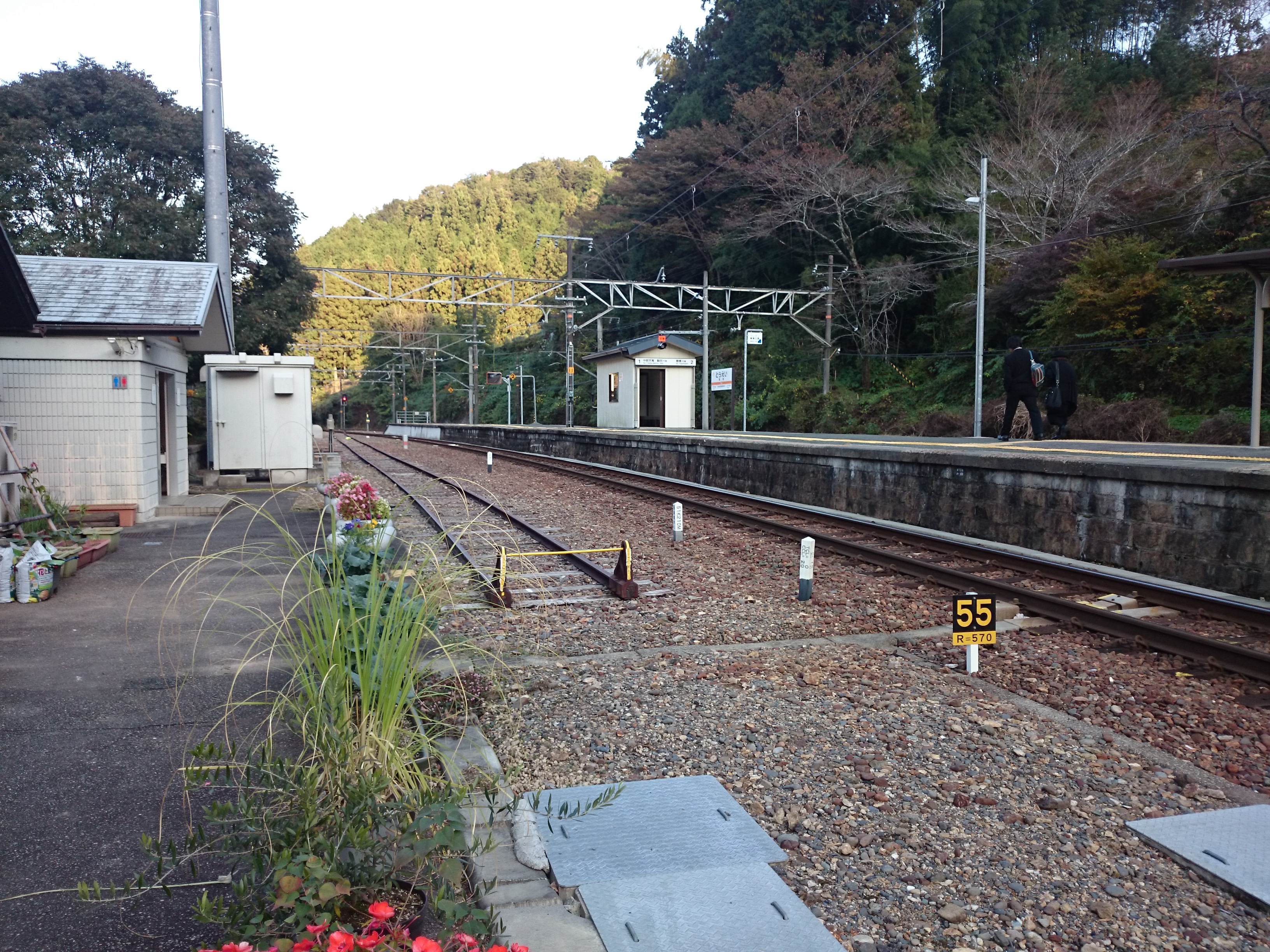
月台

## 停車列車
截至2011年3月，下行（中部天龍方向）列車每日12班（大約1-3小時1班），上行（豐橋方向）列車每日13班（1-3小時1班，最繁忙時間1小時2班）。主要的列車類別為普通列車，上行的1班列車為快速列車。
行走於豐橋和飯田之間的特急「伊那路」會通過此站。但是在盂蘭盆節、年尾年初時候會臨時停站。曾經行走於豐橋和飯田之間的急行「伊那」會停靠此站（截至1972年3月時間表修正，上下行各有4班急行列車停站た）。

## 車站周邊

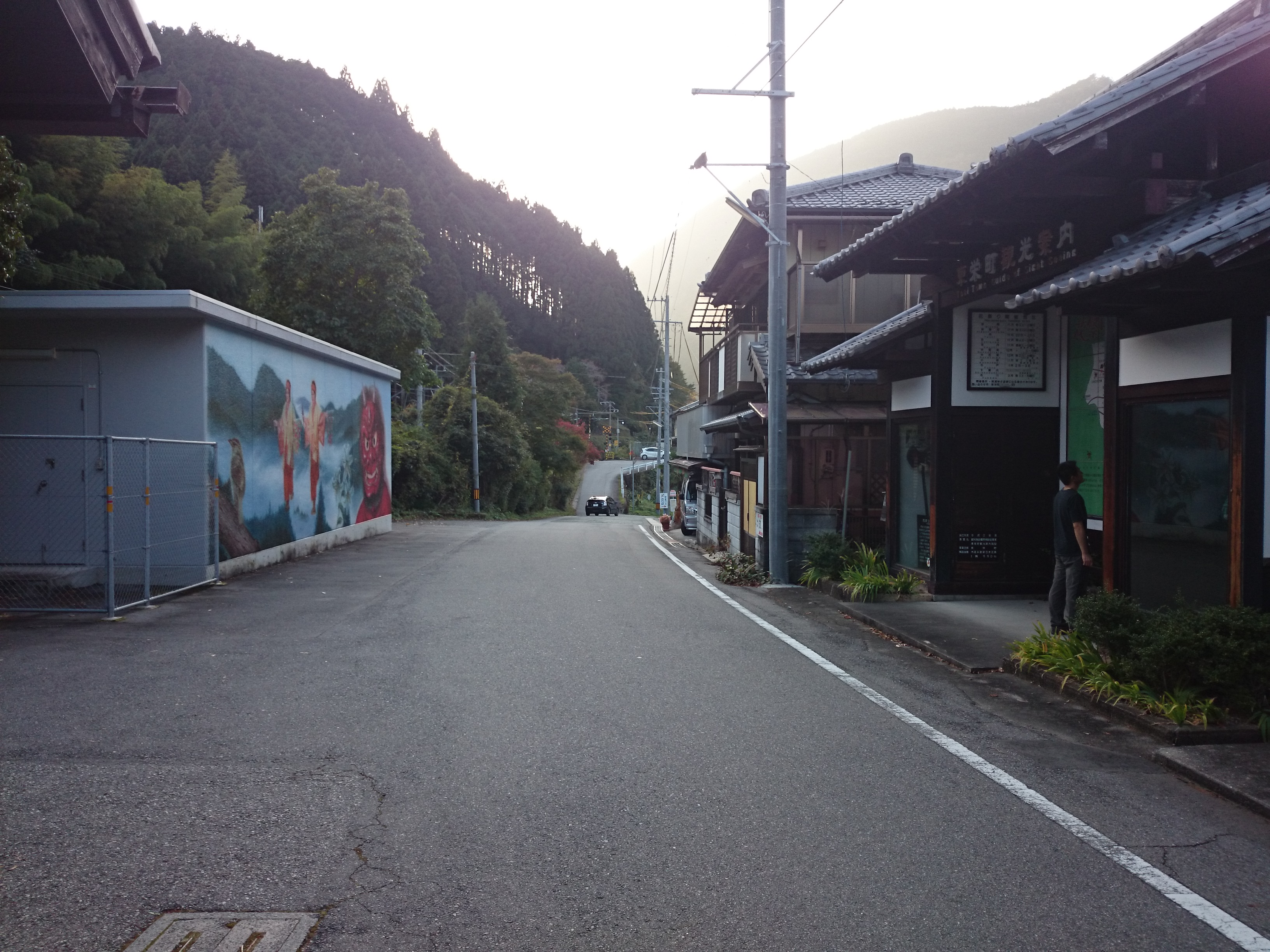
東榮站前的風景

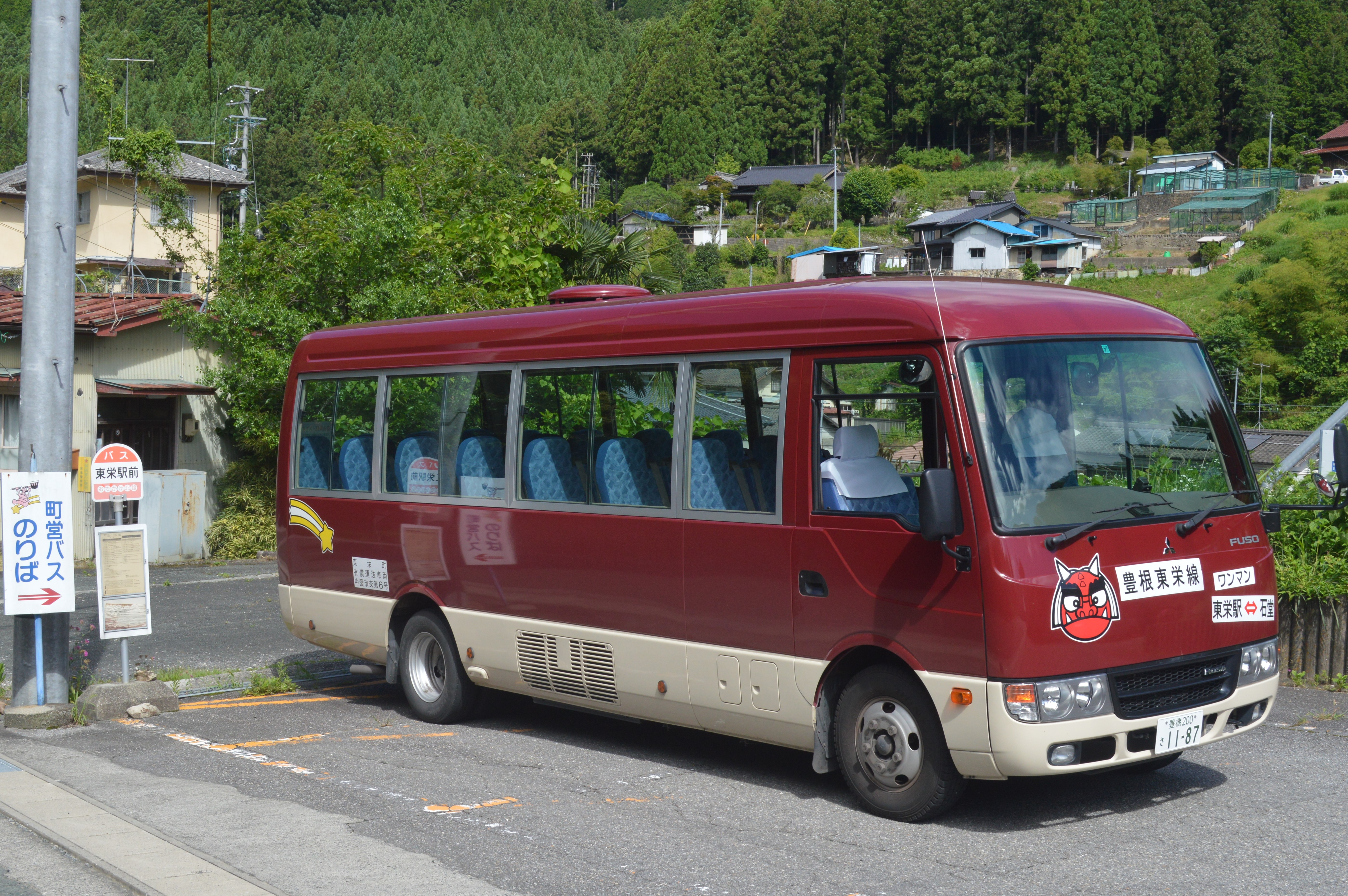
東榮站前的巴士站

- 國道151號（日语：国道151号） - 從站前可經該國道前往東榮町中心。
- 愛知縣道440號川角東榮停車場線（日语：愛知県道440号川角東栄停車場線）
- 長岡郵局
- 東榮醫療中心（日语：東栄医療センター） - 在2019年從東榮醫院改名而成。

## 巴士路線
「東榮站前」巴士站
位於站前，設有以下2巴士路線停靠。
- 出門北設（日语：おでかけ北設）（東榮町營巴士）東榮線 - 前往東榮町中心
- 出門北設（東榮町營巴士、豐根村營巴士）豐根東榮線 - 經東榮町中心前往北設樂郡豐根村0

「川上歡迎塔」巴士站
在車站東邊，於縣界橋樑靠近靜岡縣一方。
- 佐久間親睦巴士（日语：浜松市自主運行バス#佐久間ふれあいバス） - 逢星期一、三服務

## 相鄰車站
東海旅客鐵道（JR東海）
 飯田線
■快速（只有上行班次）
三河川合←東榮←浦川
■普通
三河川合－池場（※）－東榮－出馬（※）－上市場
（※）部分普通列車通過池場站和出馬站。

## 注腳
1. 1 2 3 4 5 6 7 8  《停車場変遷大事典》2，101頁
2. 1 2  「梁山泊会所告示(5)」 （页面存档备份，存于）（日語）（《停車場変遷大事典》補充資料）
3. 1 2  曾根悟（監修）. 朝日新聞出版分冊百科編集部（編集） , 编. . 週刊 歴史でめぐる鉄道全路線 国鉄・JR (朝日新聞出版). 2009-07-26, (3): 15–17 （日语）.
4. ↑  《飯田線百年ものがたり》 92頁
5. 1 2 3  《飯田線百年ものがたり》，127頁，133-134頁
6. ↑  《中部ライン全線・全駅・全配線》第4卷，37頁（配線圖），73頁。方角的配線圖與實際地圖比較對照。
7. 1 2  水島哲也. . 鐵道雜誌 (鐵道雜誌社). 1993年8月, (322): 54 – 55 （日语）.
8. ↑  ちゃちゃカフェ （页面存档备份，存于）（日語）
9. ↑  《東海旅客鉄道20年史》，732、733頁
10. 1 2  採用車站時間表的方向資訊。詳情參見JR東海官方網站的各站時間表 （页面存档备份，存于）（截至2015年1月）。
11. ↑  《時刻表復刻版 戦後編2》1972年3月號，104-107頁